# Classe South Carolina
La classe South Carolina era una classe di navi da battaglia della United States Navy, composta da due unità entrate in servizio nel 1910: USS South Carolina (BB-26) e USS Michigan (BB-27); furono le prime unità "tipo dreadnought" (o corazzate monocalibro) ad essere costruite dagli Stati Uniti d'America.
Questa classe fu la risposta statunitense alla programmata HMS Dreadnought, che venne comunque varata prima. Come questa aveva la batteria principale di cannoni di un unico calibro, novità per quei tempi, ma aveva rispetto alla omologa britannica il grosso limite che il suo apparato motore era costituito da caldaie a tripla espansione, e non dalle più moderne turbine a vapore. Altra caratteristica interessante, da allora adottata nelle successive navi da guerra statunitensi, era lo sfalsamento verticale delle torri in modo che il campo di tiro detta torre più arretrata non fosse limitato da quella anteriore.

## Nella cultura di massa
La classe South Carolina è presente nel videogioco World of Warships come una delle navi da battaglia disponibili per i giocatori, introdotta nel gioco come nave di livello III nella linea tecnologica statunitense, la South Carolina rappresenta una delle prime corazzate dreadnought disponibili per i giocatori alle prime fasi del gioco.